# Wizards of the Coast
Wizards of the Coast (thường được viết tắt thành WotC /wɑːt.siː/ hoặc Wizards) là một công ty phát hành trò chơi của Mỹ, tập trung vào các bối cảnh kỳ ảo và viễn tưởng, và cũng đã từng quản lý các cửa hàng bán trò chơi trong quá khứ. Khởi đầu là một công ty phát hành trò chơi dạng nhập vai, công ty đã phổ biến dòng trò chơi thẻ bài giao đấu với Magic: The Gathering vào giữa thập kỷ 1990, mua trò chơi nhập vai Dungeons & Dragons bằng việc mua công ty đang thất bại TSR, và đạt đến thành công lớn với việc xuất bản trò chơi Pokémon Trading Card Game. Trụ sở chính của công ty tọa lạc tại Renton, Washington, Hoa Kỳ.
Wizards of the Coast phát hành các trò chơi nhập vai, trò chơi board game, và các trò chơi dùng thẻ bài giao đấu. Công ty đã nhận được hàng loạt giải thưởng, bao gồm một số giải Origins Awards. Công ty trở thành một công ty con của Hasbro kể từ năm 1999. Tất cả các cửa hàng bán trò chơi của Wizards of the Coast đều đã đóng cửa năm 2004.